# Ottavio d'Acquaviva
Ottavio d'Acquaviva, italijanski rimskokatoliški duhovnik, škof in kardinal, * 1560, Neapelj, † 5. december 1612.

## Življenjepis
6. marca 1591 je bil povzdignjen v kardinala.
Leta 1605 je bil imenovan za nadškofa Neaplja.